# Nekrolog 1982
Nekrolog
◄◄
| ◄
| 1978
| 1979
| 1980
| 1981
| 1982 | 1983 | 1984 | 1985 | 1986 | ► | ►►
1. Quartal |
2. Quartal |
3. Quartal |
4. Quartal 
Weitere Ereignisse | Allgemeiner Nekrolog 1982
Die Beschreibung der verstorbenen Person sollte so kurz wie möglich gehalten sein und nur deren signifikante Tätigkeit(en) enthalten.
Neue Namen ggf. auch unter dem Geburts- und Sterbedatum, also etwa unter 1. Januar und im Geburts- und Sterbejahr (2024) eintragen (nur bei entsprechender großer Wichtigkeit). Für Beispiele siehe die schon vorhandenen Artikel.
Außerdem über die fünf zuletzt Verstorbenen, zu denen es einen ausreichend guten Artikel für eine Präsentation auf der Hauptseite gibt, nach der todesbedingten Überarbeitung der Artikel ggf. auch unter Wikipedia Diskussion:Hauptseite informieren und sie am besten auch in den anderen Wikipedia-Sprachversionen eintragen. Tipp: Regelmäßig bei news.google.de nach „ist tot“, „gestorben“ oder „verstorben“ suchen.
Wenn eine Person gestorben ist, gibt es viele Seiten zu dieser Person in der Wikipedia, die davon auch betroffen sind und entsprechend aktualisiert werden müssen. Beispiele: Namenübersichtsseite, Geburtsjahr, Geburtsort-Seiten und viele mehr.
Wie finde ich die betroffenen Seiten?
Im Suchfeld auf der linken Seite gibt man den Suchbegriff so ein: „Vorname Nachname“. Dann klickt man auf Volltext und alle Seiten mit entsprechendem Suchtext werden aufgerufen. Hier sieht man dann schnell, wo auch das Todesjahr Sinn macht oder sogar ein Teil des Artikels angepasst werden muss. Auch hilft das „Werkzeug“ auf der linken Seite sehr gut, um solche Seiten aufzufinden: „Links auf diese Seite“. Somit ist die Wikipedia wieder aktuell in allen Bereichen! Hinweis: bei Eintragung der Kategorie „Gestorben JAHR“ wird der Missbrauchsfilter 49 ausgelöst, was jedoch nicht schlimm ist. Siehe: Spezial:Missbrauchsfilter/49
Dies ist eine Liste von im Jahr 1982 verstorbenen bekannten Persönlichkeiten. Die Einträge erfolgen innerhalb der einzelnen Daten alphabetisch sortiert. Tiere sind im Nekrolog für Tiere zu finden.
Die Liste ist nach Quartalen aufgeteilt:
- Nekrolog 1. Quartal 1982: Januar, Februar und März
- Nekrolog 2. Quartal 1982: April, Mai und Juni
- Nekrolog 3. Quartal 1982: Juli, August und September
- Nekrolog 4. Quartal 1982: Oktober, November und Dezember

## Datum unbekannt
| Rui Abreu                      | portugiesischer Schwimmer                                                                          |  |
| Earl Anderza                   | US-amerikanischer Altsaxophonist des West Coast Jazz                                               |  |
| Carlos Victor Aramayo          | bolivianischer Unternehmer, Diplomat und Politiker                                                 |  |
| Guillermo Flores Avendaño      | guatemaltekischer Präsident (1957–1958)                                                            |  |
| Abdu l-Wahid Aziz              | irakischer Gewichtheber                                                                            |  |
| Sol Babitz                     | US-amerikanischer Musikwissenschaftler und Violinist im Bereich historische Aufführungspraxis      |  |
| Russ Blinco                    | kanadischer Eishockeyspieler                                                                       |  |
| Tanio Boccia                   | italienischer Filmregisseur                                                                        |  |
| Hans Böhme                     | deutscher Landschaftsmaler, Radierer und Zeichner                                                  |  |
| Santiago Bonilla               | costa-ricanischer Fußballspieler                                                                   |  |
| Patrick Boyle                  | nordirischer Autor                                                                                 |  |
| David Brown                    | britischer anglikanischer Bischof                                                                  |  |
| Otto Brune                     | südafrikanischer Ingenieur                                                                         |  |
| Josef Brunner                  | deutscher Politiker (CSU)                                                                          |  |
| James A. Brussel               | US-amerikanischer Psychiater und Vorläufer der Profiler                                            |  |
| Alexander Semjonowitsch Budo   | sowjetischer Schachspieler                                                                         |  |
| Erwin Busta                    | deutsch-österreichischer SS-Hauptscharführer                                                       |  |
| Gian Paolo Callegari           | italienischer Dramatiker, Drehbuchautor und Filmregisseur                                          |  |
| Pierre Canivet                 | französischer Curler                                                                               |  |
| Albert Chaniel                 | französischer Fußballspieler                                                                       |  |
| François Chatel                | französischer Regisseur                                                                            |  |
| Ahmed al-Chatib                | syrischer Präsident und Parlamentssprecher                                                         |  |
| Andrée Clair                   | französische Schriftstellerin                                                                      |  |
| Elmer Collins                  | US-amerikanischer Bahnradsportler                                                                  |  |
| Antonio Piedade da Cruz        | indischer Maler und Bildhauer                                                                      |  |
| Renato Dall’Ara                | italienischer Dokumentarfilmer und Filmregisseur                                                   |  |
| Abdul Hadi Dawi Pareshan       | afghanischer Politiker und Dichter                                                                 |  |
| Raoul Delaye                   | französischer Diplomat                                                                             |  |
| Hans-Herbert Dengler           | deutscher Jurist, Landrat und Polizeibeamter                                                       |  |
| Nikolai Wiktorowitsch Denissow | sowjetischer Künstler                                                                              |  |
| Nafissatou Niang Diallo        | senegalesische Schriftstellerin                                                                    |  |
| Nora Duesberg                  | österreichische Violinistin und Konzertmeisterin                                                   |  |
| André Dupeyrat                 | französischer Missionar, Historiker und Ethnologe                                                  |  |
| Georg Engl                     | deutscher Politiker (KPD)                                                                          |  |
| Seyfullah Esin                 | türkischer Diplomat                                                                                |  |
| Karl Faller                    | deutscher Kommunalpolitiker (CDU)                                                                  |  |
| Robert Fecker                  | deutscher Jurist und Landrat                                                                       |  |
| Richard Fester                 | deutscher Paläolinguist und Autor                                                                  |  |
| August Flender                 | deutscher Volkswirtschaftler                                                                       |  |
| Piero Ghione                   | italienischer Filmproduzent                                                                        |  |
| Aldo Giordani                  | italienischer Kameramann                                                                           |  |
| Charlotte Gmelin-Wilke         | deutsche Buchillustratorin                                                                         |  |
| Michael Freiherr von Godin     | deutscher Polizist, Leiter einer Polizeieinheit, welche 1923 den Hitler-Ludendorff-Putsch stoppte  |  |
| Stephan von Gröning            | deutscher Offizier der Abwehr im Zweiten Weltkrieg                                                 |  |
| Otto Großmann                  | deutscher Manager                                                                                  |  |
| Erna Gunther                   | US-amerikanische Anthropologin                                                                     |  |
| Annemarie Hansen               | deutsche Malerin                                                                                   |  |
| Rosamond Harding               | britische Klavierbau-Historikerin, Instrumentensammlerin und Autorin                               |  |
| Ernst Hausmann                 | deutscher Widerstandskämpfer und Wirtschaftsleiter in der DDR                                      |  |
| Mario Heil de Brentani         | deutscher Schriftsteller                                                                           |  |
| Karl Heisig                    | deutscher Romanist, Bibliothekar und Hochschullehrer                                               |  |
| Heinrich Hendus                | deutscher Diplomat                                                                                 |  |
| Hans Hengeler                  | deutscher Jurist und Industrieanwalt                                                               |  |
| Richard Hengst                 | deutscher Jurist und Kommunalpolitiker (NSDAP)                                                     |  |
| Ruth Henschel                  | deutsche Grafikerin und Textilkünstlerin                                                           |  |
| Hermann Hildebrandt            | deutscher Dirigent                                                                                 |  |
| Eduard Hilgard                 | deutscher Versicherungsmanager                                                                     |  |
| George Him                     | polnisch-britischer Grafiker und Buchillustrator                                                   |  |
| James Hogg Hunter              | kanadischer Autor                                                                                  |  |
| Antoine Julen                  | Schweizer Korporal und Skisportler                                                                 |  |
| Heinz Friedrich Kamecke        | deutscher Schriftsteller                                                                           |  |
| Walter Keil                    | deutscher Bauingenieur und Verwaltungsbeamter                                                      |  |
| Peter Kellnberger              | deutscher Wehrmachtsdeserteur, Lehrer, Autor, Künstler                                             |  |
| Herbert Köhler                 | deutscher Autor, Mundartdichter des sächsischen Vorerzgebirges                                     |  |
| Sam Kootz                      | US-amerikanischer Galerist                                                                         |  |
| August Köstner                 | deutscher Ringer                                                                                   |  |
| John Kuprionis                 | litauischer Forstwissenschaftler                                                                   |  |
| Djane Lavoie-Herz              | kanadische Pianistin und Musikpädagogin                                                            |  |
| Doris Leslie                   | britische Schriftstellerin                                                                         |  |
| Rudi Loewenthal                | deutscher Filmproduzent und Zeitungs-Journalist                                                    |  |
| Emma Lübbecke-Job              | deutsche Pianistin                                                                                 |  |
| Walther Machalett              | deutscher Laienforscher und Vertreter einer rechtsesoterischen Szene mit rassistischem Gedankengut |  |
| Armando Malet                  | uruguayischer Politiker                                                                            |  |
| Harry Maòr                     | deutscher Soziologe                                                                                |  |
| Filippo Marchese               | italienischer Mafioso                                                                              |  |
| Richard Meier                  | liechtensteinischer Zahnarzt und Politiker                                                         |  |
| Rafael Méndez                  | bolivianischer Fußballspieler                                                                      |  |
| Hans Mersheimer                | deutscher Manager                                                                                  |  |
| Ervin Mórich                   | Ruderer                                                                                            |  |
| Tilly Moses                    | deutsch-israelische Bergsteigerin und Ärztin                                                       |  |
| Hellmut Müller-Celle           | deutscher Architekt, Tänzer und Maler                                                              |  |
| José Luis Muñoz                | venezolanischer Komponist                                                                          |  |
| Willi Münstermann              | deutscher Unternehmer, Sponsor der Krefelder Pinguine                                              |  |
| Alfred Norkus                  | deutsch-österreichischer Tonmeister                                                                |  |
| Oka Masao                      | japanischer Ethnologe                                                                              |  |
| Ernesta Oltremonti             | italienische Malerin                                                                               |  |
| Igor Orlow                     | sowjetischer Doppelagent                                                                           |  |
| Katherine Van Winkle Palmer    | US-amerikanische Paläontologin                                                                     |  |
| Wilhelm Palmes                 | deutscher Maler                                                                                    |  |
| Fritz Paulus                   | deutscher Maler                                                                                    |  |
| Vincenzo Pernicone             | italienischer Romanist, Mediävist und Grammatiker                                                  |  |
| Hans Petersen                  | grönländischer Landesrat                                                                           |  |
| Jacques Petit                  | französischer Romanist und Literaturwissenschaftler                                                |  |
| Ira Pettiford                  | US-amerikanischer Jazz-Musiker                                                                     |  |
| Roger Pla                      | argentinischer Schriftsteller                                                                      |  |
| Prayun Phamonmontri            | thailändischer Revolutionär, Gesundheits- und Bildungsminister                                     |  |
| Anatol Renner                  | österreichischer Flugpionier; Mitglied einer Grazer Artistenfamilie                                |  |
| Erich Rinner                   | deutscher Politiker (SPD)                                                                          |  |
| Anton Ritthaler                | deutscher Historiker und Publizist                                                                 |  |
| Carmelo Robledo                | argentinischer Boxer im Bantam- und Federgewicht                                                   |  |
| Lester Roloff                  | US-amerikanischer evangelikaler Prediger                                                           |  |
| Gerhard Rösch                  | deutscher Textilunternehmer                                                                        |  |
| Keith Rowley                   | australischer Radrennfahrer                                                                        |  |
| Fenelon Sacerdoțeanu           | rumänischer Allgemeinarzt, Oberst der Rumänischen Armee, Präsident der Gewerkschaft SLOMR Temeswar |  |
| Humberto Salvador              | ecuadorianischer Schriftsteller                                                                    |  |
| Albert Sammt                   | deutscher Zeppelin-Kommandant                                                                      |  |
| Iwan Michailowitsch Schagin    | sowjetischer Fotograf                                                                              |  |
| Max Schlager                   | österreichischer Maler, Grafiker und Bildhauer                                                     |  |
| Karl Schlösser                 | deutscher Fußballspieler                                                                           |  |
| Marie-Therese Schmücker        | deutsche Musikpädagogin                                                                            |  |
| Alwin Schomaker                | deutscher Schriftsteller und Heimatforscher                                                        |  |
| Erich Schönebeck               | deutscher Pädagoge und Schriftsteller                                                              |  |
| Emil Schorsch                  | hannoverscher Rabbiner, der über England 1940 in die USA flüchtete                                 |  |
| Else Schubert-Christaller      | deutsche Autorin                                                                                   |  |
| Otto Schüssler                 | deutscher Trotzkist                                                                                |  |
| Tatjana Sewrjukowa             | sowjetische Leichtathletin                                                                         |  |
| Elijah Shaw                    | US-amerikanischer Jazz-Musiker                                                                     |  |
| Sigurjón Ólafsson              | isländischer Bildhauer                                                                             |  |
| Olga Iwanowna Skorochodowa     | ukrainisch-sowjetische Autorin                                                                     |  |
| Gertrud Skrabs                 | deutsche Malerin und Illustratorin                                                                 |  |
| Hermann Souchon                | deutscher Offizier und mutmaßlicher Mörder von Rosa Luxemburg                                      |  |
| Hans Sponholz                  | deutscher Schriftsteller                                                                           |  |
| Stefan Stantschew              | bulgarischer Germanist                                                                             |  |
| László Sternberg               | ungarischer Fußballspieler und -trainer                                                            |  |
| Galina Petrowna Tajoschnaja    | sowjetische Bildhauerin und Skirennläuferin                                                        |  |
| Robert Thaller                 | österreichischer Musiker, Kapellmeister und Komponist                                              |  |
| Rudolf Then                    | deutscher Unternehmer, Bundesverdienstkreuzträger                                                  |  |
| Wilhelm Tiedemann              | deutscher Pferde-Fotograf und -Filmer                                                              |  |
| Mario Titi                     | italienischer Maler                                                                                |  |
| Erhard Tornier                 | deutscher Wahrscheinlichkeitstheoretiker                                                           |  |
| Trần Văn Hương                 | südvietnamesischer Politiker                                                                       |  |
| Henry Houghton Trivick         | britischer Maler, Lithograf und Autor                                                              |  |
| Erwin Trouvain                 | deutscher Ringer                                                                                   |  |
| Henry Tyrell-Smith             | irischer Motorradrennfahrer                                                                        |  |
| Hermann Unger                  | deutscher Brigadegeneral                                                                           |  |
| Boris Dmitrijewitsch Urlapow   | sowjetischer Flugzeugkonstrukteur                                                                  |  |
| Hilda Van Siller               | US-amerikanische Krimi-Schriftstellerin                                                            |  |
| Vasco Vieira da Costa          | portugiesischer Architekt                                                                          |  |
| Hugo Walleitner                | österreichischer Gefangener und Überlebender des Konzentrationslagers Flossenbürg                  |  |
| Siegmund G. Warburg            | deutscher Bankier                                                                                  |  |
| Frances Shelley Wees           | kanadische Schriftstellerin                                                                        |  |
| Erik Wennberg                  | schwedischer Mittelstreckenläufer                                                                  |  |
| Katherine R. Whitmore          | US-amerikanische Romanistin und Hispanistin                                                        |  |
| Alfred Will                    | deutscher Grafiker und Kunstprofessor                                                              |  |
| Geoffrey Arthur Williamson     | britischer Altphilologe                                                                            |  |
| Helmuth Wohlthat               | deutscher Politiker in der Zeit des Nationalsozialismus                                            |  |